# 葛红兵
葛红兵（1968年11月—），中国江苏南通人，当代著名作家、文学批评家、创意写作学专家。
1998年毕业于南京大学，获文学博士学位，现任上海大学教授；兼澳门科技大学教授、澳门城市大学教授、江南大学教授、上海戏剧学院教授等，历任新加坡南洋理工大学大学教授、英国剑桥大学高级访问学者等。他还是世界华文创意写作大会发起人、是世界华文创意写作协会创始会长、中国创意写作学会筹委会主任，兼《中国创意写作研究辑刊》创始人与名誉主编。他是中国作协会员、上海作协理事、中国当代文学研究会理事、中国文艺理论学会理事、上海写作学会副会长，他的其他社会兼职还有三亚学院兼职教授、江南大学兼职教授、中国青联社科联谊会理事等。我的学术研究涉及文学史学、小说类型学、创意写作学以及中国现当代文学文化批评，著有理论作品：《人为与人言》《五四文学审美选择》《文学史学》《小说类型学理论的基本问题》《创意写作学理论》；他的创作以散文和小说为主，主要创作作品有《财道》《上海地王》《机器人》《克隆人》《太空人》《明朝书生》《大宋江山》《我的N种生活》小说《沙床》等。

## 纪念抗日问题
2007年6月上旬，葛红兵在其博客上发表文章《中国：你应该如何纪念二战》（该文在被其他网站转载时，标题被改为《中国纪念抗日战争意在宣扬复仇》），不同意以“宣仇”为主题纪念中国二战，认为应该学习欧洲二战纪念模式，以永久和平、民族和解为目的进行战争纪念，改“抗日纪念”为“二战纪念”。此文激起网民的强烈反对，个别偏激网民篡改其文章标题和内容，编造“葛红兵认为日军侵华中国也有责任”“呼吁停止抗日纪念”等伪造观点，甚至有人宣称要刺杀葛红兵，迫于各方压力，葛红兵被迫撤消博文。6月12日，葛红兵在博客上发表了《歉意和说明》一文。文中表示“该文给许多读者的民族感情造成伤害，我表示歉意。”
此文也获得了“新思维派”的支持。他们认为，中国需要自省，中日关系必须改善，双方的视野需上升至新高度。